# Centralia

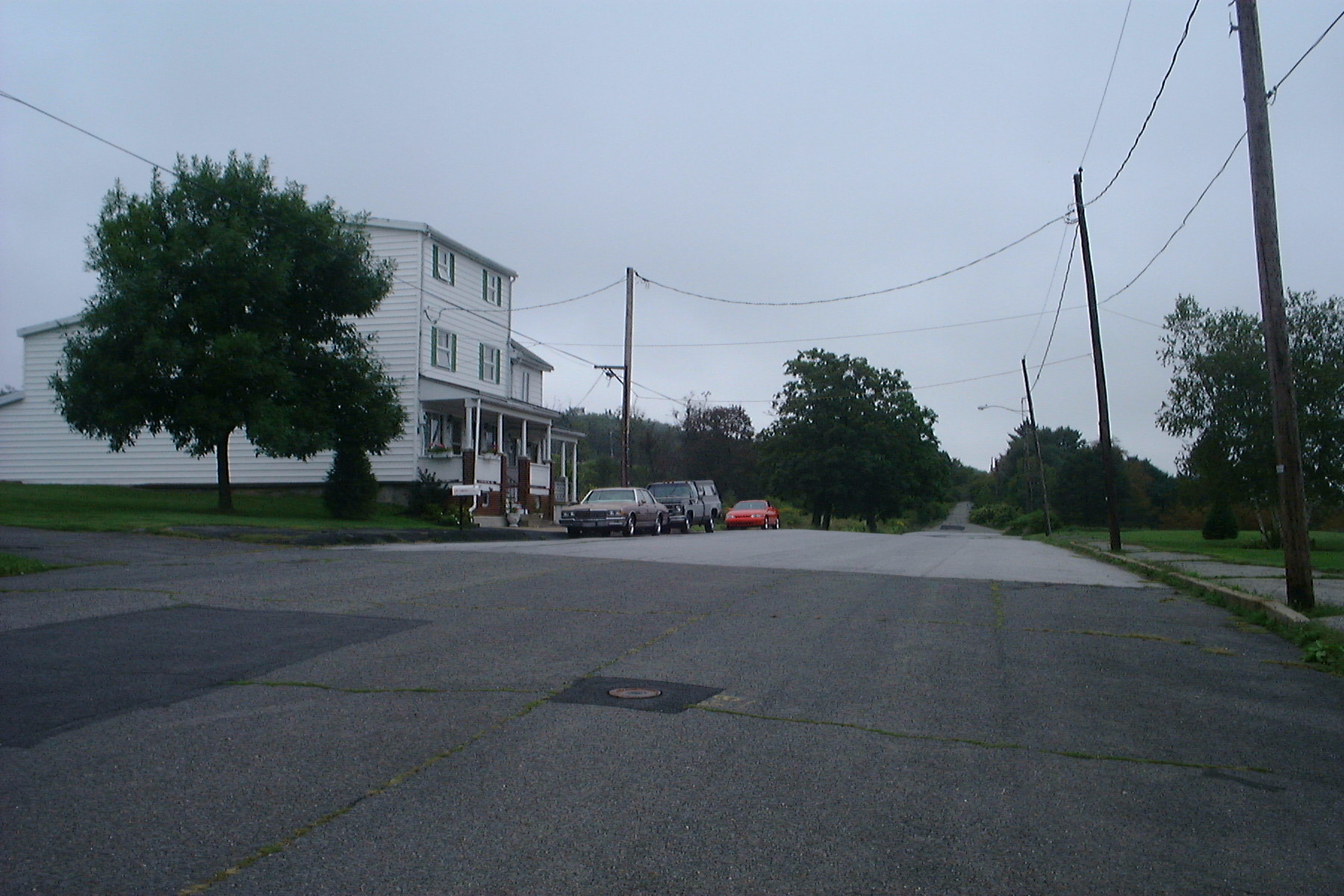
Una de las pocas casas aún habitadas de Centralia.

Centralia es un borough en el condado de Columbia, Pensilvania, en los Estados Unidos. En 1981 había más de 1000 habitantes, pero la población disminuyó a oficialmente 5, en el censo de 2020 como resultado de incendiarse (y no apagarse desde entonces) una vieja mina de carbón que arde debajo de la ciudad desde 1962 y los expertos dicen que aún podría arder hasta el año 2267 aproximadamente. En la actualidad el pueblo ya no existe, aunque todavía quedan restos de casas, supermercados y hoteles.

## Geografía
Centralia se encuentra ubicado en las coordenadas 40°48′12″N 76°20′30″O / 40.80333, -76.34167.

## Historia
Centralia fue registrada en 1866, pero existía desde 1841, cuando la taberna «Bull's Head» fue abierta por Johnathan Faust. En 1854, Alexander W. Rea, un ingeniero minero civil de la compañía «Locust Mountain Coal and Iron», se mudó a la villa y construyó calles y parcelas. Este lugar fue conocido como Centreville hasta 1865, cuando se le cambió el nombre por Centralia, como consecuencia del establecimiento de la oficina de correos. La industria del carbón se volvió la principal ocupación de la comunidad. La extracción de carbón continuó en Centralia hasta la década de 1960, cuando la mayor parte de las compañías salieron del negocio. Aun así, la minería de contrabando continuó hasta 1982.
El poblado fue cuna de activistas de la organización secreta de mineros denominada Molly Maguires, durante el período entre 1860 y 1870. El fundador de la ciudad, Alexander Rea, fue una de las víctimas de esta orden clandestina, cuando fue asesinado en las afueras del municipio el 17 de octubre de 1868. Tres individuos fueron condenados por el crimen y colgados en la capital del condado de Bloomsburg, Pensilvania, el 25 de marzo de 1878. Varios asesinatos e incendios ocurrieron durante este lapso.
El municipio estuvo comunicado por dos vías férreas, la Philadelphia and Reading y la Lehigh Valley, con la que apareció el principal medio de transporte. El servicio de tren desapareció en 1966. La ciudad tuvo su propia escuela con educación primaria y secundaria. También hubo dos escuelas católicas en el pueblo. En una época, el municipio tuvo siete iglesias, cinco hoteles, veintisiete salones de fiestas y eventos, dos teatros, un banco, su oficina postal, y catorce almacenes y negocios.

### Mina en llamas

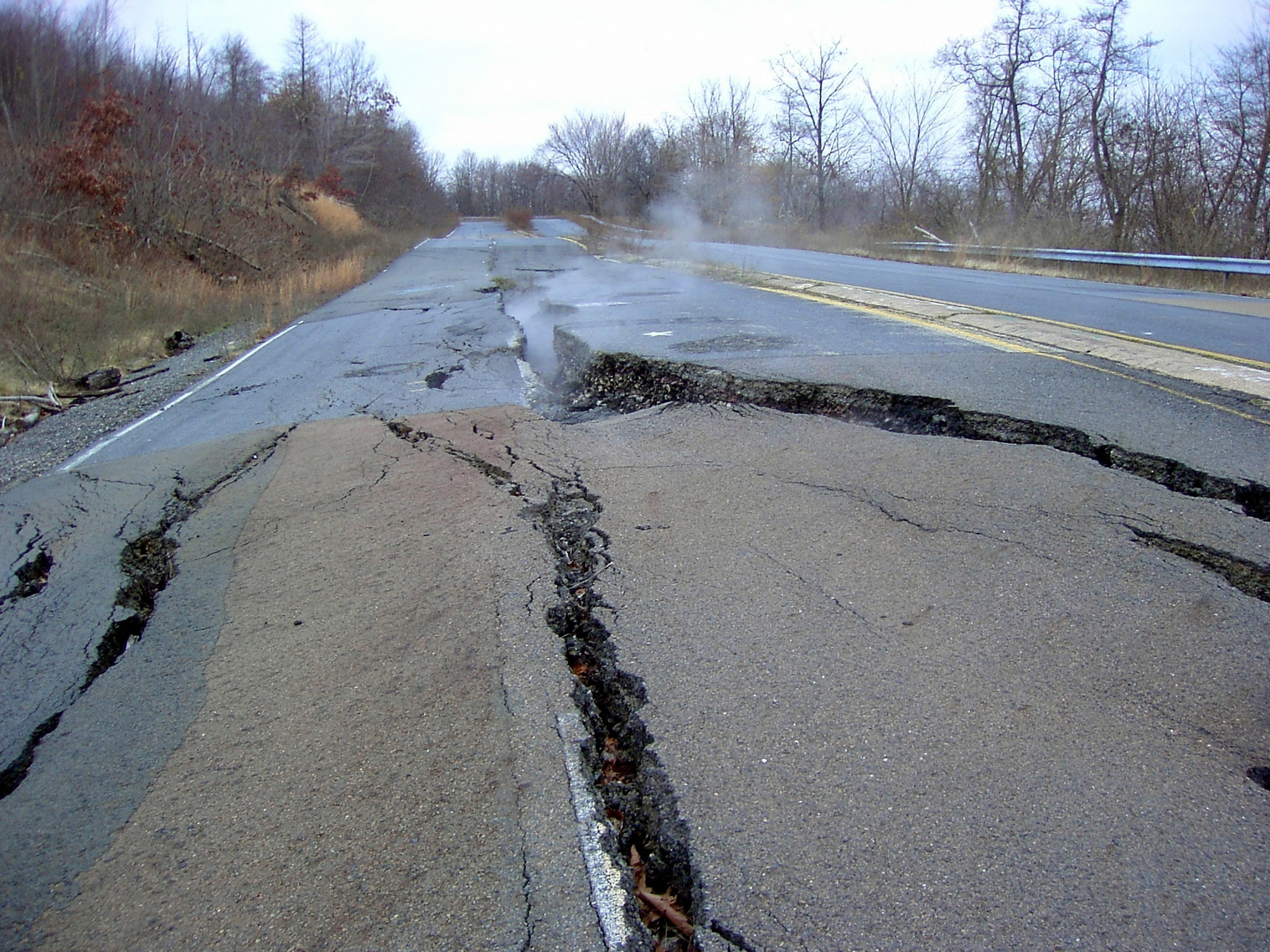
Carretera «Route 61» resquebrajada por el calor del carbón ardiendo debajo, en Centralia.

Un fuego comenzó en el vertedero de la ciudad, imprudentemente ubicado dentro de una fosa de una mina abandonada, en la parte sudeste de Centralia en 1962. El fuego encendió una veta expuesta de carbón, y se expandió por todas las minas situadas debajo del pueblo. Varias veces se intentó apagar el fuego sin resultado alguno. Siguió quemándose entre los años 1960 y 1970. Durante este tiempo, varias personas se vieron afectadas en su salud a causa del monóxido de carbono producido por el siniestro.
En 1979 la gente se dio cuenta de la verdadera magnitud del problema por casualidad, cuando el propietario de una gasolinera insertó una varilla dentro de uno de los tanques subterráneos para verificar el nivel de combustible. Cuando la retiró estaba muy caliente, entonces bajó un termómetro amarrado a una cuerda y se sorprendió al descubrir que la temperatura de la gasolina en el tanque era de 78°C. Tras este incidente, la atención hacia el fuego inextinguible se incrementó.
En 1981, Todd Domboski, de doce años, cayó dentro de un socavón que se abrió repentinamente bajo sus pies; fue rescatado con dificultad y se estimó que el socavón tenía decenas de metros de profundidad. El suceso atrajo la atención de todo el país hacia Centralia, y en 1984 el Congreso de los Estados Unidos asignó más de 40 millones de dólares para la reubicación de personas. La mayoría de los residentes aceptaron la indemnización y se mudaron a los pueblos vecinos de Mount Carmel y Ashland.
Unas cuantas familias optaron por quedarse, a pesar de las advertencias de los oficiales del estado. En 1992, el estado de Pensilvania expropió todos los inmuebles del municipio. Una subsecuente batalla legal en contra del gobierno fue iniciada por los residentes, sin éxito. En 2002 el servicio de correos de Estados Unidos eliminó el código postal del pueblo.

### Centralia en la actualidad

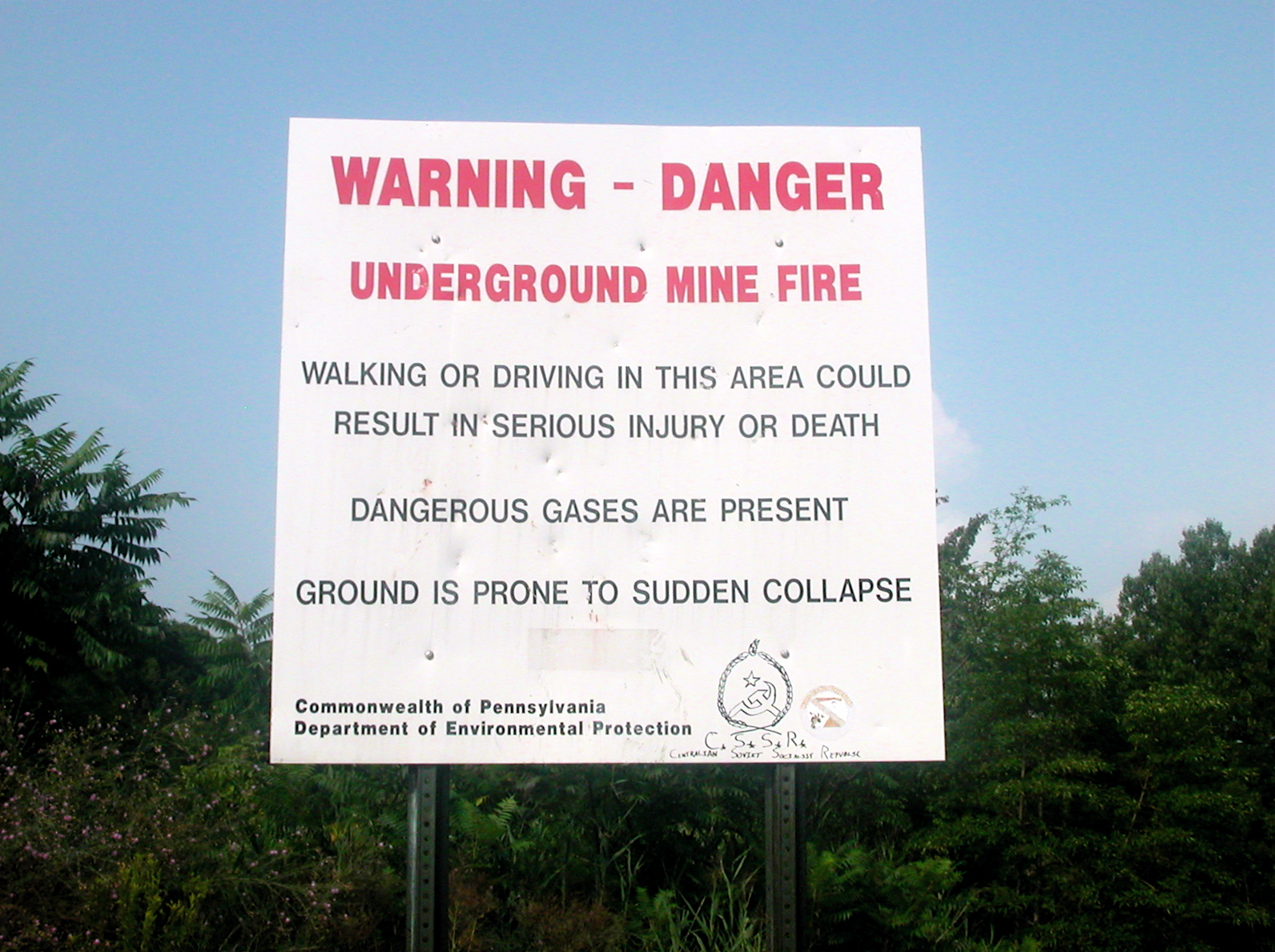
Señal de advertencia sobre el peligro del lugar.

Solo un puñado de casas quedan en pie en Centralia. La mayoría de los edificios han sido arrasados y hoy el área parece ser una campiña con varias calles pavimentadas y algunas partes se han llenado de árboles nuevos. La mayoría de calles y aceras están llenas de arbustos. La única iglesia que quedó en el pueblo mantiene servicios semanalmente los sábados por la noche, y los cuatro cementerios están en buen estado.
En la actualidad, Centralia es un sitio despoblado y fantasmal con unos diez vecinos. El yacimiento continúa ardiendo y se supone que tiene carbón para hacerlo durante 250 años más.
Los únicos indicios del fuego, que arde a 1600 metros bajo la superficie, son algunas chimeneas subterráneas que expelen humo al sur del municipio. Otras fuentes de humo y vapor vienen de un tramo abandonado de la carretera estatal número 61, que fue cerrada en los años 1990 después de que aparecieran varias grietas en la superficie, así como también en los alrededores del cementerio y otras varias grietas situadas en la zona. Sin embargo, el fuego subterráneo todavía arde y seguirá así por tiempo indeterminado. No existe ningún plan de momento para extinguir el incendio, el cual consume una veta de unos 13 kilómetros de extensión que contiene suficiente carbón para arder otros 250 años.
El estado de Pensilvania no renovó el contrato de reubicación al finalizar 2005, y el destino de los residentes que aún habitan allí es incierto.

### Centralia en la cultura popular
Centralia sirvió de inspiración para el pueblo ficticio de la película de Silent Hill, de 2006, basada a su vez en la serie de videojuegos Silent Hill de Konami. Sin embargo, no es así en los juegos (al menos en las primeras partes de la saga). El propio Masahiro Ito, director de arte de los tres primeros juegos, tuvo que aclarar que en ningún momento se basó en Centralia para dichos juegos, y que sólo concierne a la película, del mismo modo que en los juegos se ve nieve cayendo (y no ceniza), al ver que los fans habían supuesto erróneamente que la película y los juegos seguían el mismo canon (dando prioridad a lo mostrado en el filme). La ciudad también es actualmente más conocida como "la ciudad fantasma", ya que los habitantes que quedan en ella son muy pocos.

## Demografía
Según la Oficina del Censo en 2000, los ingresos medios por hogar en la localidad eran de USD 23 750 y los ingresos medios por familia eran USD 28 750. Alrededor del 0% de la población estaba por debajo del umbral de pobreza.